# 北部地区大学野球連盟
北部地区大学野球連盟（ほくぶちくだいがくやきゅうれんめい）とは、北海道および東北地区に所在の大学の硬式野球部やそれらが所属する連盟で構成された大学野球の組織である。全日本大学野球連盟の傘下団体として誕生した。

## 略史
戦後の学制改革後に発足した全国新制大学野球連盟の北海道と東北の全地域を対象にした北海道東北地区に端を発しているが、後の全日本大学野球連盟の結成に伴い傘下の北部地区大学野球連盟として発足したのが始まり。設立当初は、全日本大学野球選手権大会に向けて地区内の全参加校での一斉のトーナメント（北部地区大学野球選手権）或いは北海道と東北にわかれたトーナメントの後で北部地区としての代表を決定していたものと思われる。
全日本大学野球選手権大会の開始3年後には早くも、北海道地区の分離が行なわれた（北海道地区大学野球連盟）。
その後、変遷を経て北部地区内に東北大学野球連盟と仙台六大学野球連盟が発足。以後は直接の所属校や専用事務局を持たない地区統括事務局的な存在に変っていった。
東北大学野球連盟は対象エリアが広範囲になるため北奥羽と南奥羽に分かれたリーグ戦を実施した。なお東北大学野球連盟の創設に関しては詳細が不明だが、恐らく同地区内の仙台六大学野球連盟の誕生を機に仙台六大学以外のチームで東北大学連盟を編成したのではないかと思われる。北部地区内の改編後は東北大学野球連盟と仙台六大学野球連盟の両連盟の代表校で1つの出場枠を争った。
その後全日本大学野球選手権大会の出場枠拡大で北部地区から出場枠が1増になる際、地区内の東北と仙台六大学両連盟の単純独立ではなく北部地区内を再編成することになり、東北大学野球連盟・北奥羽リーグを北東北大学野球連盟として独立。同南奥羽リーグは南奥羽大学野球連盟となり、仙台六大学とともに南東北大学野球連盟（南東北地区）を編成。（当時のこの地区連盟は南奥羽大学野球連盟の改称後の名称と同じものを用いているが別。）
なお、北東北と南東北の両連盟が独立した年の秋には地区連盟名を北部地区大学野球連盟から東北地区大学野球連盟と改めた。選手権大会で北部地区（東北地区）の代表決定戦の必要が無くなった1991年の春季の地区内再編成をもって、全日本大学野球連盟の機構上は、北部地区大学野球連盟（東北地区）は地区連盟としての役割を事実上終えている。但し、北部地区からの2代表化を含めた選手権大会での地区再編成は、以後3年間の試験的な措置で、正式の連盟消滅はその3年後でもあり、地区連盟名の改称は、北海道地区との兼ね合いからの名称上の紛らわしさを解消するためにも必要なものであった。
秋季の明治神宮野球大会の代表決定に関しては、北海道・東北地域で1枠の代表権を争っていて、北海道･東北地域の代表決定戦が、地域内全連盟代表が一堂に会する方法に変わるまでは東北地区代表決定戦が実施されていたが、従来の地区連盟事務を継続させた形で、東北地区3連盟（機構上は当時2連盟）の共同体事務として継続された。

## 沿革
- 1947年　全国新制大学野球連盟の結成に伴い北部地区を設置
- 1952年　全日本大学野球連盟への発展的解消に伴い北部地区大学野球連盟として移行
- 1955年　全日本大学野球連盟の代表決定に関して北海道地区を分離
- 1969年　北部地区内に仙台六大学野球連盟が誕生。（代表決定戦については詳細不明）
- 1991年　全日本大学野球選手権大会の出場枠拡大に伴い、北部地区大学野球連盟を改編。東北大学野球連盟北奥羽リーグは北東北大学野球連盟として独立。同南奥羽リーグは南奥羽大学野球連盟として仙台六大学野球連盟と共に新たに地区連としての南東北大学野球連盟を編成。両連盟代表にて地区代表決定戦を開始。（但し、当時この措置は向こう3年間の試験的な措置として導入。）同年秋、連盟名を東北地区大学野球連盟と改称。
- 1993年　1991年の改編を1994年以降も継続することを全日本大学野球連盟が正式に決定。地区連盟である東北地区大学野球連盟は正式に廃止となる。

## 運営方法

### 1952年～1969年
- 構成

（詳細不明）
- 対戦方法

全参加校でのトーナメント戦を実施。

### 1970年～19??年
- 構成
  - 東北大学野球連盟
  - 仙台六大学野球連盟
- 対戦方法

各連盟で代表決定後、2戦先勝方式の代表決定戦を実施なのか不明

### 19??年～1990年
- 構成
  - 東北大学野球連盟　（北奥羽リーグ・南奥羽リーグ）
  - 仙台六大学野球連盟
- 対戦方法

各リーグで代表決定後、順次代表校間で2戦先勝方式の代表決定戦を実施

### 1991年～1993年
- 構成
  - 北東北大学野球連盟
  - 南東北大学野球連盟　※1999年には解消して傘下リーグがそれぞれが独立
    - 仙台六大学野球連盟
    - 南奥羽大学野球連盟
- 対戦方法

各連盟内の代表決定後、代表校間で2戦先勝方式の代表決定戦を順次実施

## 2戦先勝方式
同一の対戦校に対して先に2勝したチームがその相手校との対戦に勝利したとして対戦を終了する。（1勝1敗の場合は第3戦を行い決着を付ける。）

## 試合会場
持ち回りの為、主催が担当の各連盟近隣所在の球場を使用。